# Rotondi
Rotondi község (comune) Olaszország Campania régiójában, Avellino megyében.

## Fekvése
A megye északnyugati részén fekszik. Határai: Airola, Avella, Bonea, Cervinara, Montesarchio, Paolisi és Roccarainola.

## Története
A település első említése a normann időkből (11-12. század) származik Castrum Rotundorum néven, bár a vidék valószínűleg már az ókorban lakott volt. A következő századokban nemesi birtok volt. A 19. században nyerte el önállóságát, amikor a Nápolyi Királyságban felszámolták a feudalizmust.

## Népessége
A népesség számának alakulása:

## Főbb látnivalói
- Santa Maria Assunta-templom
- Torre dell’Orologio (óratorony)
- Palazzo Gallo
- Madonna della Stella-szentély